# Yu Shiotani
Yu Shiotani (塩谷優 (Shiotani Yū?); Tokyo, 27 ottobre 2001) è un lottatore giapponese, specializzato nella lotta greco-romana. Campione continentale ai campionati asiatici di Almaty 2021 e Ulan Bator nel torneo dei 55 chilogrammi.

## Palmarès
| Anno | Manifestazione              | Sede       | Evento | Risultato | Note |
| ---- | --------------------------- | ---------- | ------ | --------- | ---- |
| 2016 | Campionati asiatici cadetti | Tbilisi    | 46 kg  | 9º        |      |
| 2021 | Campionati asiatici         | Almaty     | 55 kg  | Oro       |      |
| 2022 | Campionati asiatici         | Ulan Bator | 55 kg  | Oro       |      |